# Férfi 75 kg-os súlyemelés az 1992. évi nyári olimpiai játékokon
Az 1992. évi nyári olimpiai játékokon a súlyemelés férfi 75 kg-os versenyszámát július 30-án rendezték a Industrial Spain Pavillionban.

## Rekordok
A versenyt megelőzően a következő rekordok voltak érvényben:
| Világrekord     | Szakítás    | Angel Gencsev (BUL)        | 170,0 kg | Miskolc, Magyarország | 1987. november 12.   |
| Világrekord     | Lökés       | Alekszandar Varbanov (BUL) | 215,5 kg | Szöul, Dél-Korea      | 1987. május 12.      |
| Világrekord     | Összesített | Alekszandar Varbanov (BUL) | 382,5 kg | Plovdiv, Bulgária     | 1988. február 20.    |
| Olimpiai rekord | Szakítás    | Boriszlav Gidikov (BUL)    | 167,5 kg | Szöul, Dél-Korea      | 1988. szeptember 22. |
| Olimpiai rekord | Lökés       | Boriszlav Gidikov (BUL)    | 207,5 kg | Szöul, Dél-Korea      | 1988. szeptember 22. |
| Olimpiai rekord | Összesített | Boriszlav Gidikov (BUL)    | 375,0 kg | Szöul, Dél-Korea      | 1988. szeptember 22. |

A versenyen új rekord nem született.

## Versenynaptár
| Dátum                       | Forduló |
| --------------------------- | ------- |
| 1992. július 30., csütörtök | Döntő   |

## Eredmények
Az eredmények kilogrammban értendők. A rövidítés jelentése a következő:
- DNF: érvényes kísérlet nélkül

### Végeredmény
| H     | Név                                | Nemzet                  | Cs | Súly  | Szakítás | Szakítás | Szakítás | Szakítás | Lökés | Lökés | Lökés | Lökés | Össz. |
| H     | Név                                | Nemzet                  | Cs | Súly  | 1        | 2        | 3        | E        | 1     | 2     | 3     | E     | Össz. |
| ----- | ---------------------------------- | ----------------------- | -- | ----- | -------- | -------- | -------- | -------- | ----- | ----- | ----- | ----- | ----- |
| Arany | Tudor Casapu                       | Egyesített Csapat (EUN) | A  | 74,50 | 155,0    | 160,0    | 160,0    | 155,0    | 200,0 | 200,0 | 202,5 | 202,5 | 357,5 |
| Ezüst | Pablo Lara                         | Kuba (CUB)              | A  | 74,75 | 155,0    | 160,0    | 160,0    | 155,0    | 195,0 | 200,0 | 202,5 | 202,5 | 357,5 |
| Bronz | Kim Mjongnam (Kim Myeong-nam)      | Észak-Korea (PRK)       | A  | 74,05 | 162,5    | 162,5    | 162,5    | 162,5    | 190,0 | 195,0 | 195,0 | 190,0 | 352,5 |
| 4.    | Andrzej Kozłowski                  | Lengyelország (POL)     | B  | 74,80 | 155,0    | 155,0    | 160,0    | 160,0    | 192,5 | 197,5 | 197,5 | 192,5 | 352,5 |
| 5.    | Ingo Steinhöfel                    | Németország (GER)       | A  | 74,30 | 155,0    | 160,0    | 160,0    | 155,0    | 185,0 | 192,5 | 197,5 | 192,5 | 347,5 |
| 6.    | Raúl Mora                          | Kuba (CUB)              | B  | 74,80 | 145,0    | 150,0    | 150,0    | 150,0    | 190,0 | 195,0 | 200,0 | 195,0 | 345,0 |
| 7.    | Włodzimierz Chlebosz               | Lengyelország (POL)     | A  | 74,70 | 150,0    | 155,0    | 157,5    | 155,0    | 185,0 | 190,0 | 190,0 | 185,0 | 340,0 |
| 8.    | Lu Kang (Lu Gang)                  | Kína (CHN)              | A  | 74,40 | 150,0    | 150,0    | 150,0    | 150,0    | 185,0 | 190,0 | 190,0 | 185,0 | 335,0 |
| 9.    | Lin Ven-seng (Lin Wensheng)        | Kína (CHN)              | A  | 74,10 | 145,0    | 150,0    | 150,0    | 145,0    | 187,5 | 195,0 | 195,0 | 187,5 | 332,5 |
| 10.   | Oleg Sadikov                       | Izrael (ISR)            | A  | 74,20 | 152,5    | 157,5    | 157,5    | 152,5    | 180,0 | 190,0 | 190,0 | 180,0 | 332,5 |
| 11.   | Cshö Bjongcshan (Choi Byeong-Chan) | Dél-Korea (KOR)         | B  | 74,00 | 142,5    | 147,5    | 150,0    | 147,5    | 182,5 | 187,5 | 187,5 | 182,5 | 330,0 |
| 12.   | Muharrem Süleymanoğlu              | Törökország (TUR)       | B  | 74,60 | 150,0    | 155,0    | 157,5    | 155,0    | 175,0 | -     | -     | 175,0 | 330,0 |
| 13.   | Ron Laycock                        | Ausztrália (AUS)        | B  | 74,95 | 135,0    | 140,0    | 142,5    | 142,5    | 180,0 | 185,0 | 185,0 | 185,0 | 327,5 |
| 14.   | Aleksandrs Žerebkovs               | Lettország (LAT)        | A  | 74,45 | 150,0    | 155,0    | 155,0    | 150,0    | 175,0 | 182,5 | 182,5 | 175,0 | 325,0 |
| 15.   | Pak Imjong (Pak Ui-Myong)          | Észak-Korea (PRK)       | B  | 74,80 | 140,0    | 145,0    | 145,0    | 140,0    | 185,0 | 192,5 | 192,5 | 185,0 | 325,0 |
| 16.   | Oliver Caruso                      | Németország (GER)       | B  | 74,90 | 145,0    | 145,0    | 150,0    | 145,0    | 172,5 | 180,0 | 180,0 | 180,0 | 325,0 |
| 17.   | Álvaro Velasco                     | Kolumbia (COL)          | C  | 74,55 | 140,0    | 145,0    | 147,5    | 145,0    | 172,5 | 177,5 | 182,5 | 177,5 | 322,5 |
| 18.   | Hamdy Basiony Hassan               | Egyiptom (EGY)          | B  | 74,00 | 135,0    | 140,0    | 142,5    | 142,5    | 172,5 | 177,5 | 180,0 | 177,5 | 320,0 |
| 19.   | Nicolae Niţu                       | Románia (ROU)           | B  | 74,45 | 135,0    | 135,0    | 140,0    | 135,0    | 180,0 | 185,0 | 190,0 | 185,0 | 320,0 |
| 20.   | Abbas Talebi                       | Irán (IRI)              | B  | 74,65 | 142,5    | 147,5    | 150,0    | 147,5    | 172,5 | 180,0 | 180,0 | 172,5 | 320,0 |
| 21.   | Mizuno Hideo                       | Japán (JPN)             | B  | 74,00 | 137,5    | 142,5    | 142,5    | 137,5    | 175,0 | 180,0 | 187,5 | 180,0 | 317,5 |
| 22.   | Damian Brown                       | Ausztrália (AUS)        | B  | 74,55 | 135,0    | 140,0    | 145,0    | 140,0    | 172,5 | 177,5 | 180,0 | 177,5 | 317,5 |
| 23.   | I Nyoman Sudarma                   | Indonézia (INA)         | C  | 73,35 | 140,0    | 140,0    | 145,0    | 140,0    | 170,0 | 175,0 | 182,5 | 175,0 | 315,0 |
| 24.   | Mats Lindqvist                     | Svédország (SWE)        | B  | 74,60 | 142,5    | 147,5    | 147,5    | 142,5    | 170,0 | 172,5 | 172,5 | 170,0 | 312,5 |
| 25.   | Panajótisz Gramatikópulosz         | Görögország (GRE)       | C  | 74,65 | 130,0    | 135,0    | 137,5    | 130,0    | 172,5 | 177,5 | 177,5 | 172,5 | 302,5 |
| 26.   | Anthony Morgan                     | Nagy-Britannia (GBR)    | C  | 74,95 | 130,0    | 135,0    | 137,5    | 137,5    | 155,0 | 165,0 | 165,0 | 165,0 | 302,5 |
| 27.   | Henrik Andersen                    | Dánia (DEN)             | C  | 74,90 | 130,0    | 135,0    | 135,0    | 130,0    | 165,0 | 165,0 | 167,5 | 167,5 | 297,5 |
| 28.   | Luis Coronado                      | Guatemala (GUA)         | C  | 73,10 | 125,0    | 130,0    | 130,0    | 130,0    | 160,0 | 160,0 | 165,0 | 165,0 | 295,0 |
| 29.   | Leslie Ata                         | Salamon-szigetek (SOL)  | C  | 74,95 | 105,0    | 105,0    | 105,0    | 105,0    | 130,0 | 130,0 | 135,0 | 130,0 | 235,0 |
| 30.   | Edgar Molinos                      | Guam (GUM)              | C  | 70,25 | 87,5     | 92,5     | 95,0     | 95,0     | 115,0 | 120,0 | 125,0 | 125,0 | 220,0 |
| 31.   | Uasi Vi Kohinoa                    | Tonga (TGA)             | C  | 74,50 | 85,0     | 90,0     | 90,0     | 85,0     | 110,0 | 110,0 | 115,0 | 115,0 | 200,0 |
|       | Moustafa Allozy                    | Egyiptom (EGY)          | C  | 74,60 | 135,0    | 135,0    | 140,0    | 135,0    | 170,0 | 170,0 | 170,0 | DNF   | DNF   |
|       | Mubárak Fadl el-Múla               | Szudán (SUD)            | C  | 72,45 | 80,0     | 85,0     | 90,0     | 90,0     | 115,0 | 120,0 | -     | DNF   | DNF   |
|       | Gombodorjiin Enebish               | Mongólia (MGL)          | B  | 74,70 | 150,0    | 150,0    | 150,0    | DNF      | -     | -     | -     | -     | DNF   |